# Charles Huntziger
Charles Léon Clément Huntziger (Lesneven, 25 giugno 1880 – Le Vigan, 12 novembre 1941) è stato un generale francese, appartenente alla fanteria coloniale.
Durante la fase iniziale della seconda guerra mondiale fu dapprima comandante della 2ª Armata e poi del IV Gruppo d'armate, e fu uno dei firmatari dell'armistizio del 22 giugno 1940 a Rethondes. Dopo aver aderito al governo di Vichy fu uno dei firmatari dello statuto degli ebrei emanato il 3 ottobre 1940, e ricoprì l'incarico di Segretario di stato alla guerra e poi anche di comandante in capo delle forze terrestri.

## Biografia
Nacque il 25 giugno 1880 a Lesneven (Finistère), e dopo aver frequentato l'École spéciale militaire de Saint-Cyr, da dove uscì nel 1900 fu destinato alla fanteria coloniale. Durante la prima guerra mondiale si distinse sul fronte orientale come capo dell'ufficio operazioni dello Stato maggiore del Corpo di Spedizione alleato in Grecia, venendo insignito nel 1915 della Croce di Cavaliere della Legion d'onore. Nel 1918 partecipò all'elaborazione del piano offensivo curato dal generale Franchet d'Esperey contro le truppe tedesco-bulgare che consentì la vittoria degli alleati e la successiva firma dell'Armistizio di Mudros, nel settembre 1918, che portò l'uscita dalla guerra della Bulgaria.
Nel 1924 fu nominato comandante del presidio militare francese di Tientsin  (Cina), e il 7 dicembre 1928 fu promosso al grado di generale di brigata delle truppe coloniali. Tra il 1928 ed il 1930 ricopri la carica di Capo di stato maggiore ed Ispettore Generale delle forze coloniali, e nel 1933 fu nominato comandante superiore delle truppe del Levante (che comprendeva i mandati di Libano e Siria). Partecipò alle negoziazioni per la consegna alla Turchia della parte francese del sangiaccato di Alessandretta, allora incorporato nel mandato di Siria.
Tra il 1930 ed il 1934 fu alla guida di una missione militare francese in Brasile, venendo promosso al grado di Generale di divisione delle truppe coloniali il 20 marzo 1933. Il 17 marzo 1935 divenne generale di corpo d'armata delle truppe coloniali, il 30 giugno 1937 fu nominato Grande Ufficiale della Legion d'Onore, e nel 1938 entrò nel Conseil supérieur de la guerre.

### La seconda Guerra Mondiale
Allo scoppio della Seconda Guerra mondiale, nel settembre 1939, assunse il comando della IIe Armée, secondo quanto prestabilito dal piano di mobilitazione generale. Nominato poi anche comandante del 4º Gruppo di armate, con responsabilità sull'area delle Ardenne, il 10 maggio 1940, quando scattò l'offensiva tedesca egli aveva ancora il comando sul campo della IIe Armèe e si trovava a teatro quando il servizio informazioni militare lo avvertì dell'imminente attacco. Seguendo le direttive del piano elaborato inizialmente dal generale Erich von Manstein, le forze corazzate tedesche, concentrate a sorpresa nell'impervio e apparentemente intransitabile settore delle Ardenne, sferrarono un potente attacco in profondità. Dopo aver sbaragliato con facilità la debole resistenza dell'esercito belga e delle divisioni di cavalleria leggera francesi, le forze tedesche penetrarono nel territorio boscoso delle Ardenne.
Esse raggiungendo già il 13 maggio le rive della Mosa, dove erano schierate a difesa le divisioni di fanteria della IX (André Corap) e della IIe Armée francesi. Colte impreparate dalla potenza e dalla velocità dell'attacco tedesco, sostenuto dall'appoggio della Luftwaffe, che conseguì la completa superiorità aerea sul campo di battaglia, le truppe francesi non riuscirono a difendere la linea della Mosa e cedettero importanti teste di ponte. Le sette Panzer-Division, di cui cinque raggruppate nel Panzergruppe Kleist, il 15 maggio superarono in forze la Mosa e travolsero completamente le difese nemiche, con conseguente distruzione della IXe Armée, e ripiegamento verso sud della IIe.
A Sedan il generale Heinz Guderian, a Monthermé il generale Georg-Hans Reinhardt e a Dinant il generale Hermann Hoth ottennero i successi decisivi, potendo quindi proseguire in direzione ovest per raggiungere le coste della Manica, riuscendo ad isolare una grande concentrazione di forze anglo-francesi avanzate incautamente in territorio belga. La sua reazione alla manovra tedesca apparve ben presto inadeguata, e inoltre l'assenza di iniziativa facilitò grandemente l'attacco tedesco.

### L'armistizio di Compiègne
Dopo la disfatta dell'esercito francese venne incaricato dal nuovo presidente del consiglio dei ministri, generale Philippe Pétain, di condurre le trattative per un armistizio con la Germania: l'armistizio era stato chiesto ai tedeschi dal ministro degli esteri francese Paul Baudouin, tramite l'ambasciatore spagnolo a Parigi. La delegazione transalpina incaricata di condurre le trattative era composta, oltre che da Huntziger, dal generale dell'aviazione Jean Bergeret, dal viceammiraglio Le Luc e dall'ambasciatore Leon Noci. I delegati francesi furono portati nella foresta di Compiègne, dove li attendeva lo stesso vagone ferroviario, che i genieri tedeschi avevano tirato fuori con l'esplosivo dal museo in cui si trovava, in cui era stato firmato l'armistizio del novembre 1918.
Arrivati nel vagone i delegati francesi vi trovarono la delegazione tedesca al gran completo, composta da Adolf Hitler, Erich Raeder, Hermann Göring, Walther von Brauchitsch, Wilhelm Keitel, Joachim von Ribbentrop e Rudolf Hess. L'atmosfera era gelida, i tedeschi sprezzanti: Keitel lesse in piedi una breve dichiarazione, poi alle 15.42 tutti i gerarchi tedeschi uscirono dal vagone tranne Keitel. Le ventiquattro clausole che componevano il testo dell'armistizio erano durissime. Alle 22,30 circa, con i tedeschi che avevano prontamente attivato una linea telefonica, chiamò Bordeaux, sede provvisoria del governo francese. Dall'altro capo del telefono rispose il generale Maxime Weygand il quale, apprese le condizioni, avrebbe voluto prendere ulteriore tempo ma egli replicò che non vi erano margini d'intesa.
Weygand gli chiese dove si trovasse e lui risponde secco: “Nel vagone”. Weygand comprese subito che non vi erano più margini di trattativa, e i ministri francesi si riunirono d'urgenza e discussero fino alle 3.00 della notte per riprendere alle 8.00 del mattino e continuare per l'intero pomeriggio finché egli non richiamò. Disse che Keitel era disposto ad attendere ancora un'ora, al termine della quale avrebbe sospeso le trattative. A Bordeaux si resero conto che non vi era più nulla da fare e autorizzano il loro capodelegazione a firmare: l'armistizio tra Francia e Germania venne sottoscritto da Huntzinger e Keitel alle ore 18.50 del 22 giugno 1940.

### Nel governo di Vichy

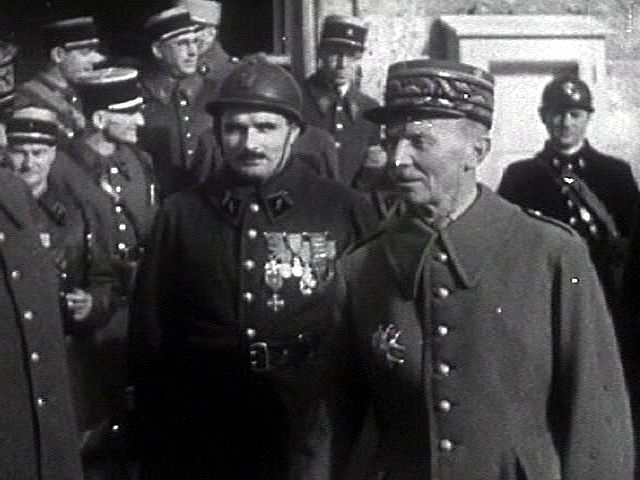
Una immagine del generale Huntziger, apparsa nel film di propaganda del governo americano Divide and Conquer (il film è di pubblico dominio).

Il 24 giugno successivo guidò a Roma la delegazione francese incaricata di siglare l'armistizio con il Regno d'Italia. La firma avvenne a Villa Incisa, alla presenza del Capo di stato maggiore generale, Maresciallo d'Italia Pietro Badoglio: le clausole dell'armistizio italiano erano meno dure e l'atmosfera fu quasi cordiale. Successivamente venne distaccato presso la Commissione di applicazione delle clausole armistiziali con sede a Wiesbaden.
Divenuto Segretario di stato alla guerra del governo di Vichy, il 3 ottobre 1940, assieme a Pétain, Laval, Alibert, Peyrouton, Baudouin, Bouthillier e Darlan firmò lo Statuto antisemitico che escludeva gli ebrei dalle forze armate francesi. Nel settembre 1941 assunse anche il Comando in Capo delle forze terrestri francesi, ma morì in un incidente aereo al ritorno da una missione ispettiva in Africa del Nord il 12 novembre successivo. Il velivolo Potez 662 che lo trasportava impattò il colle di Cévennes a Vigan, vicino al Col du Minier (Gard). I funerali avvennero il 15 novembre 1941 nella cattedrale di Vichy. La sua vedova fu la prima a ricevere il titolo di Cavaliere dell'Ordine della francisca.